# گربه‌ماهی ایراوادی
گربه‌ماهی ایراوادی (نام علمی: Ayarnangra estuarius) نام یک گونه از تیره گربه‌ماهیان آزارنده است.